# SS Stephen Hopkins
SS Stephen Hopkins — транспорт типа «Либерти» торгового флота США. Назван в честь Стивена  Хопкинса, подписавшего Декларацию независимости США от Род-Айленда. Вступил в строй в мае 1942 года, погиб в бою с немецким вспомогательным крейсером «Штир» 27 сентября 1942 года.

## История
Транспорт Stephen Hopkins был построен компанией Permanente Metals Corporation в Ричмонде в Калифорнии по заказу Морской комиссии США. Одиннадцатого мая 1942 года судно было передано Пароходной компании Лакенбаха. Из Сан-Франциско транспорт доставил войска и припасы на базу на Бора-Бора, затем Stephen Hopkins направился в Веллингтон и Мельбурн. После этого судно приняло груз сахара в Порт-Линкольне и направилось в Дурбан, а оттуда в Кейптаун.
Девятнадцатого сентября 1942 года Stephen Hopkins вышел из Кейптауна и направился в Суринам, чтобы принять груз бокситов и далее следовать в США. Утром 27 сентября в условиях тумана транспорт натолкнулся на немецкий вспомогательный крейсер Stier, пополнявший запасы с борта блокадопрорывателя Tannenfels. Из-за плохой видимости корабли обнаружили друг друга на расстоянии около 4 000 метров. 
В ходе часового боя Stephen Hopkins получил сильные повреждения и начал тонуть. Экипажу удалось спустить на воду шлюпку и несколько плотов, но из 46 человек, находившихся на борту, добраться до спасательных средств смогло только 19. Оставшиеся в живых члены экипажа дрейфовали в сторону побережья Бразилии, которого достигли 27 октября. За это время погибло ещё четыре моряка. Оба немецких корабля в бою также получили повреждения. Вспомогательный крейсер Stier позже затонул, его команда и находившиеся на борту пленные были переведены на борт Tannenfels, который 2 ноября пришёл в Бордо.  

## Награды и память
Транспорт Stephen Hopkins был удостоен звания «Героическое судно», награды за доблесть для судов Торгового флота США. Капитан судна Пол Бак и курсант Эдвин О’Хара были посмертно награждены медалью «За выдающиеся заслуги для моряков Торгового флота», младший лейтенант Кеннет Уиллет был посмертно награждён Военно-морским Крестом. Два однотипных транспорта позже получили имена SS Stephen Hopkins и SS Paul Buck. В честь Уиллетта был назван эскортный миноносец типа «Джон Батлер» Kenneth M. Willett. Именем Эдвина О’Хары было названо одно из зданий в кампусе Академии торгового флота США в Кингс-Пойнте.
Картина Джона Алана Хэмилтона «Last Stand of the SS 'Stephen Hopkins'» является частью экспозиции Имперского военного музея в Лондоне.